# Тумараа
Тумараа (фр. Tumaraa, таит. Tumaraa) — коммуна, расположенная на острове Раиатеа на Подветренных островах на архипелаге Общества в Заморском сообществе Франции Французской Полинезии.

## Описание
Коммуна Тумараа включает в себя 4 муниципалитета:
- Фетуна: 402 жителей
- Техуруи: 500 жителей
- Тевайтоа: 1826 жителей
- Вайау: 904 жителей

Всего 3632 жителей в 2007 году, что делает эту коммуну второй по численности населения на острове Раиатеа.
В Фетуне есть аэропорт и две средние школы. Основные направление экономической деятельности — рыболовство и сельское хозяйство.
Граница с коммуной Тапутапуатеа проходит через Тефатуа, горную вершину, высота которой составляет 1017 метров над уровнем моря.